# Birkenstock
Birkenstock Group B.V. & Co. KG er en tysk producent af sko og andet fodtøj.
Virksomheden blev etableret i 1774 af Johann Adam Birkenstock og har hovedkvarter i Neustadt (Wied), Rheinland-Pfalz.
Birkenstock blev i 2021 opkøbt af Bernard Arnault's LVMH.